# Okúlovka
Okúlovka (en ruso: Оку́ловка) es una localidad del óblast de Nóvgorod, centro administrativo del raión homónimo, en Rusia. Está situada en las Colinas del Valdái, a orillas del río Péretna, 140 km al este de Nóvgorod. Población: 12 242 habitantes (2010).

## Historia

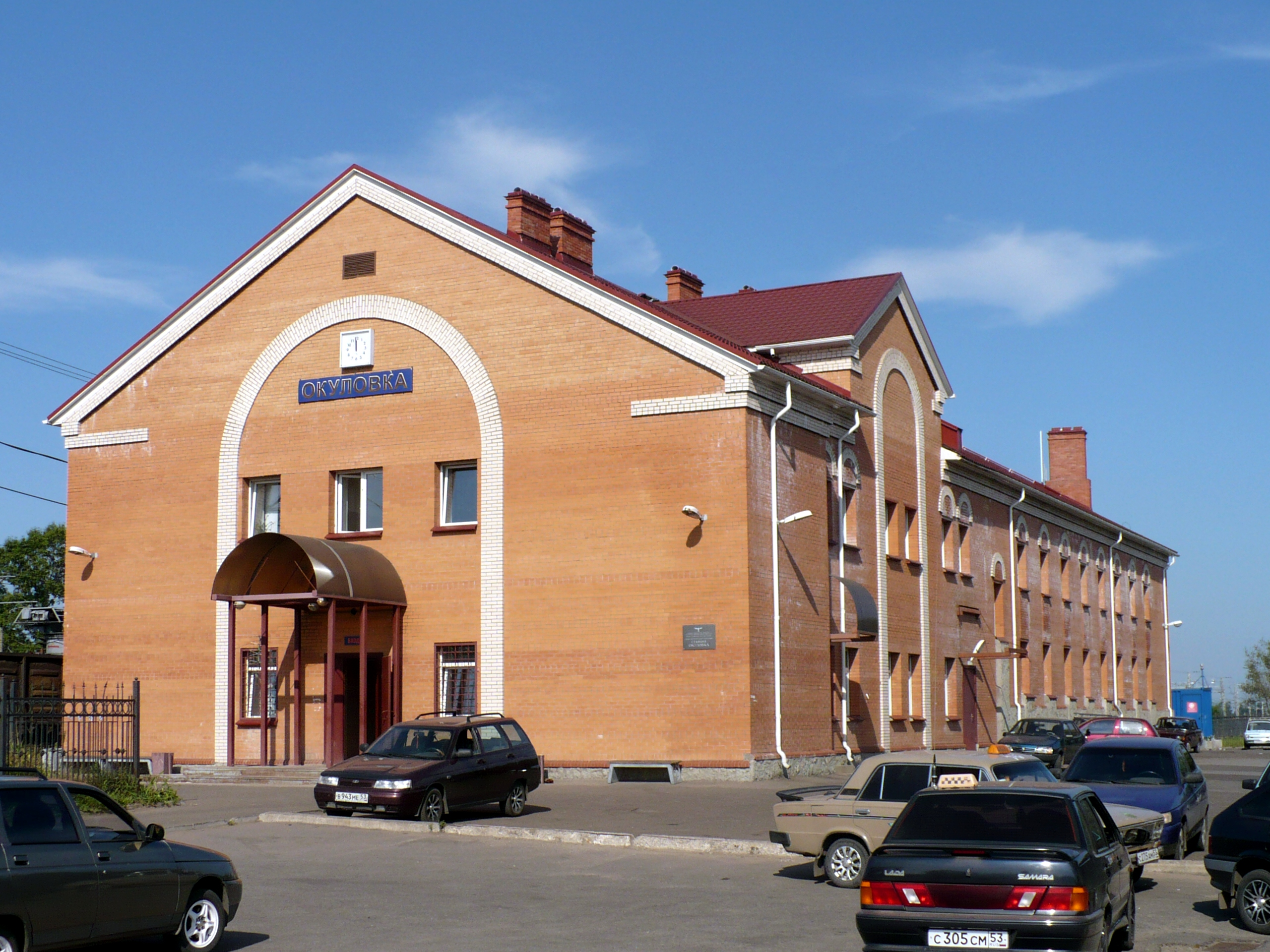
Nueva estación de ferrocarril de Okúlovka

El lugar fue mencionado por primera vez en las crónicas de 1495. Desde la segunda mitad del siglo XIX, el lugar se comenzó a desarrollar gracias a la estación del Ferrocarril Moscú-San Petersburgo. En 1927 se convirtió en centro administrativo de un raión, y el 25 de junio de 1928 le fue concedido el estatus de asentamiento de tipo urbano, juntamente con la localidad vecina de Parajino-Podube. Alcanzó el estatus de ciudad el 12 de enero de 1965. 

## Evolución demográfica
| Censo | 1926  | 1939  | 1959  | 1970   | 1979   | 1989   | 2002   | 2010   |
| ----- | ----- | ----- | ----- | ------ | ------ | ------ | ------ | ------ |
| Pob.  | 2.923 | 5.504 | 7.682 | 19.194 | 19.291 | 17.197 | 14.470 | 12.242 |

## Cultura y lugares de interés
En Okúlovka hay varios edificios del siglo XIX, como el depósito de trenes de 1850 o las casas solarigas de las familias Soin y Subov, de finales de ese siglo.
Veinticinco kilómetros al sudeste de Okúlovka se encuentra la iglesia de San Yuri (Георгиевская церковь) de 1801. En sus alrededores está la antigua finca en la que nació el antropólogo Nikolái Miklujo-Maklái.

## Industria
La empresa más importante de Okúlovka es la fábrica de papel fundada en 1896 y una central hidroeléctrica. Por otro lado, hay dos envasadoras de agua mineral (Rodnik Valdaya para Wimm-Bill-Dann Foods y Sem Rushchev).

## Personalidades
- Nikolái Miklujo-Maklái, (1846-1888), nacido en Jasykovo en los alrededores de la localidad.
- Yuri Roerich (1902-1960, tibetólogo.

## Galería

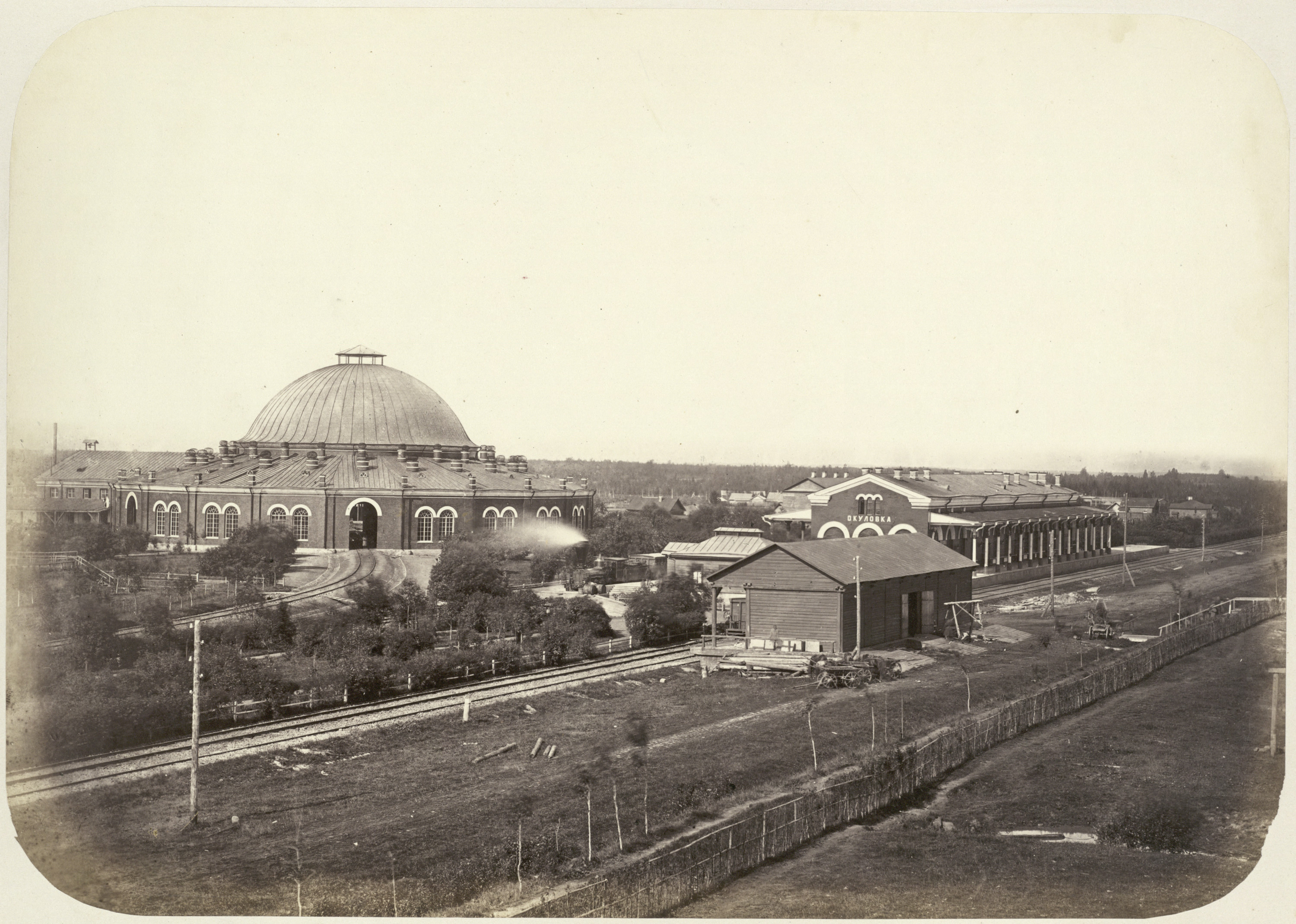
Estación de ferrocarril de Okúlovka entre 1880 y 1910
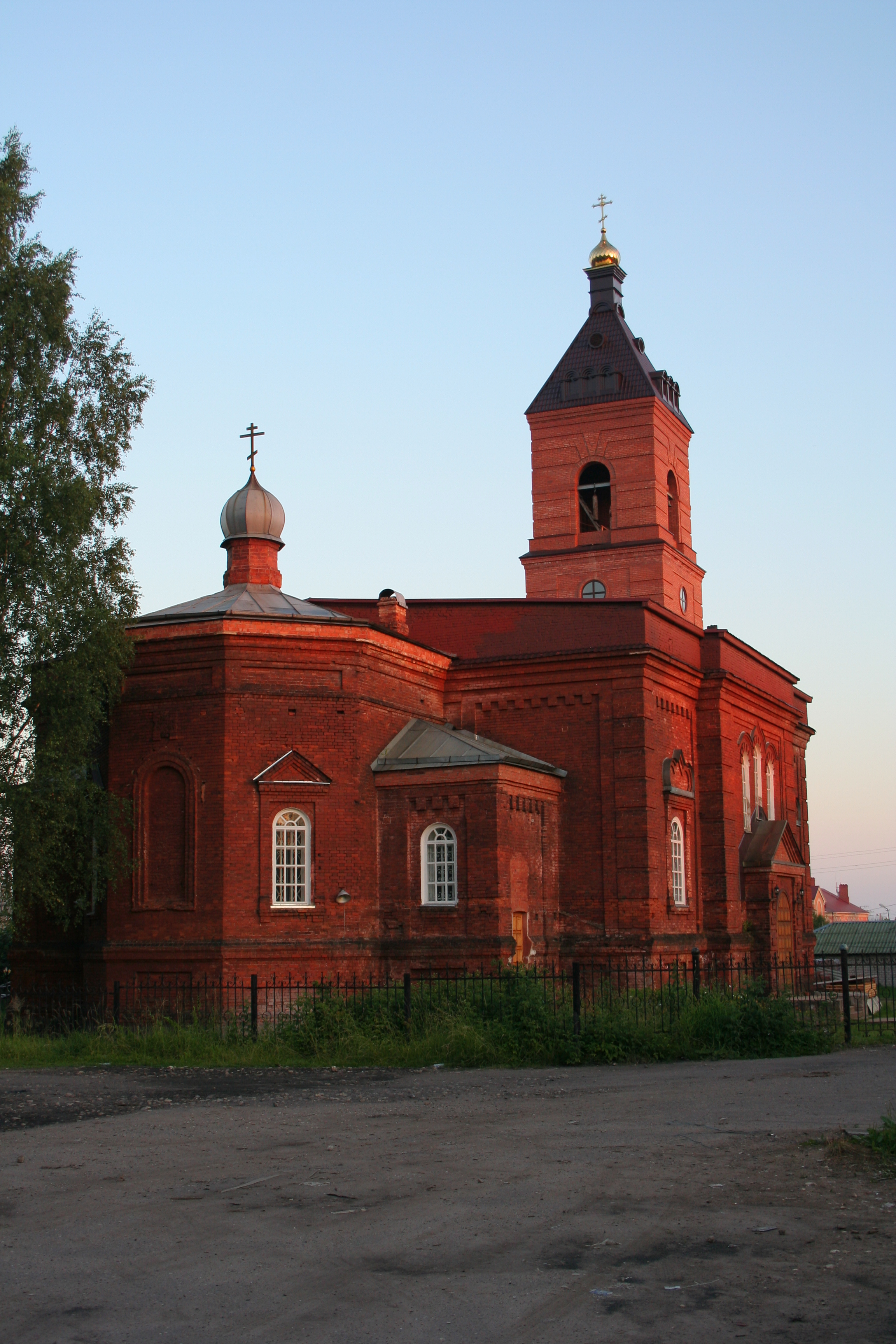
Iglesia de Alejandro Nevski
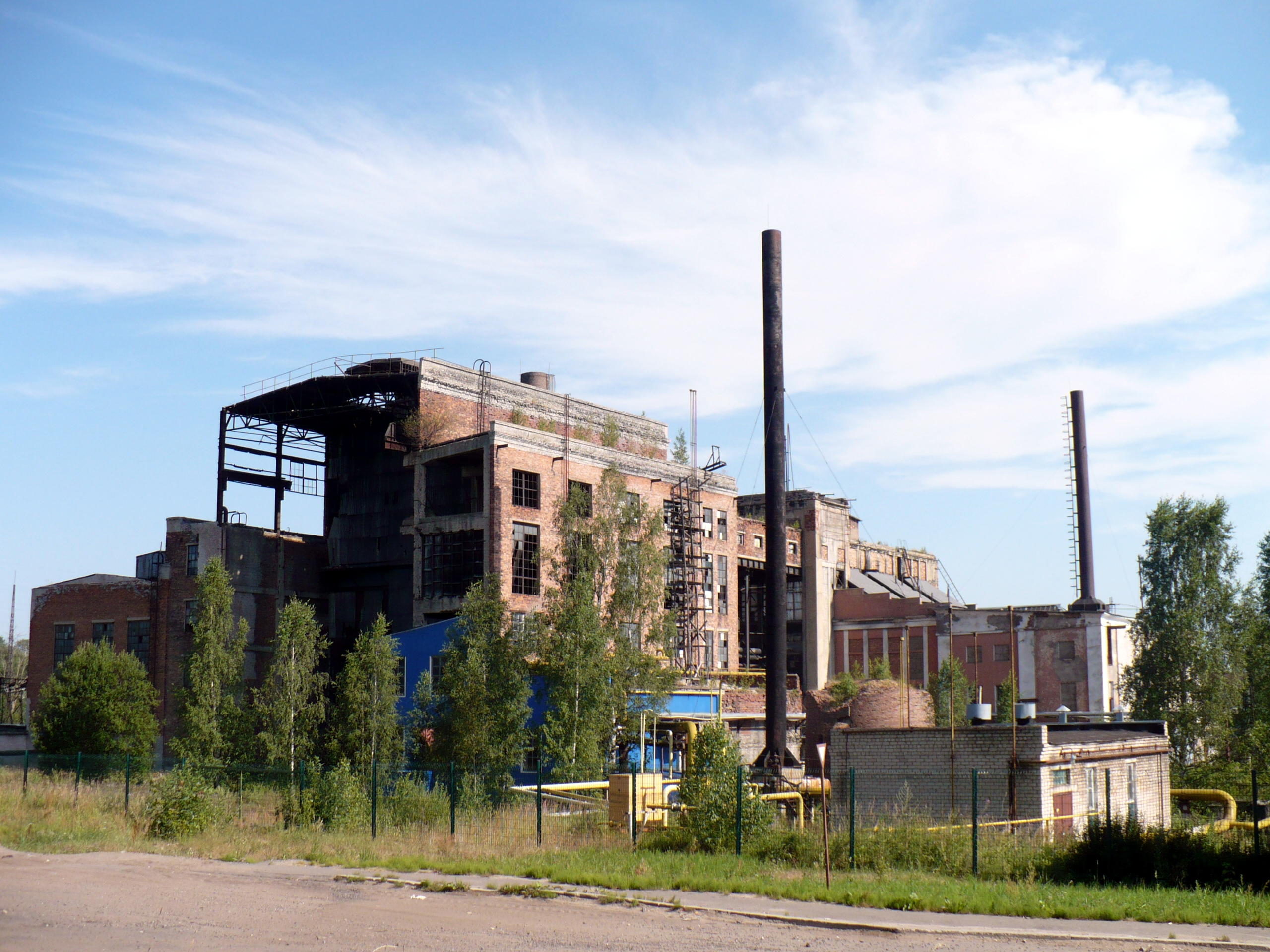
Fábrica de papel de Okúlovka
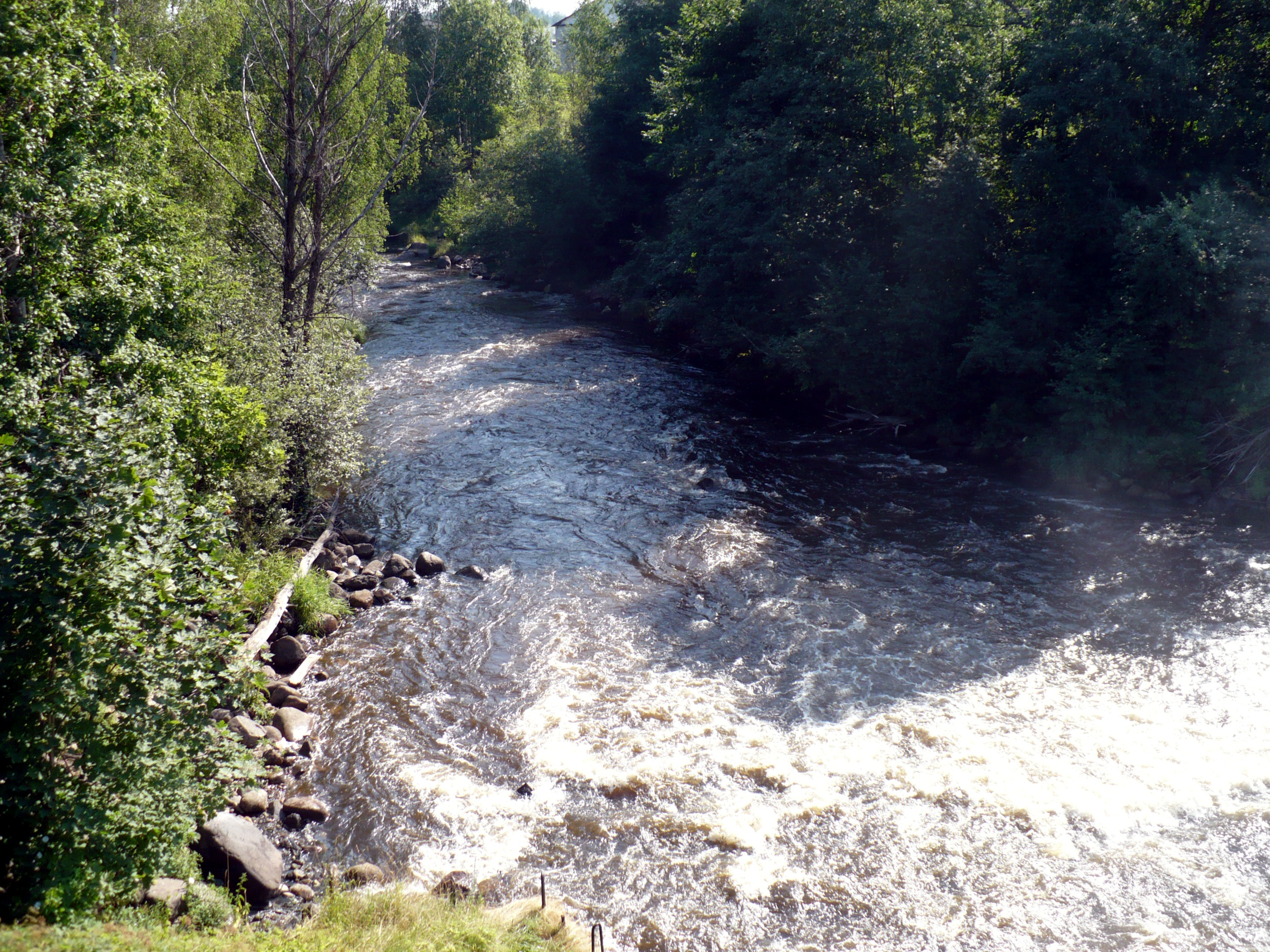
El río Péretna en Okúlovka
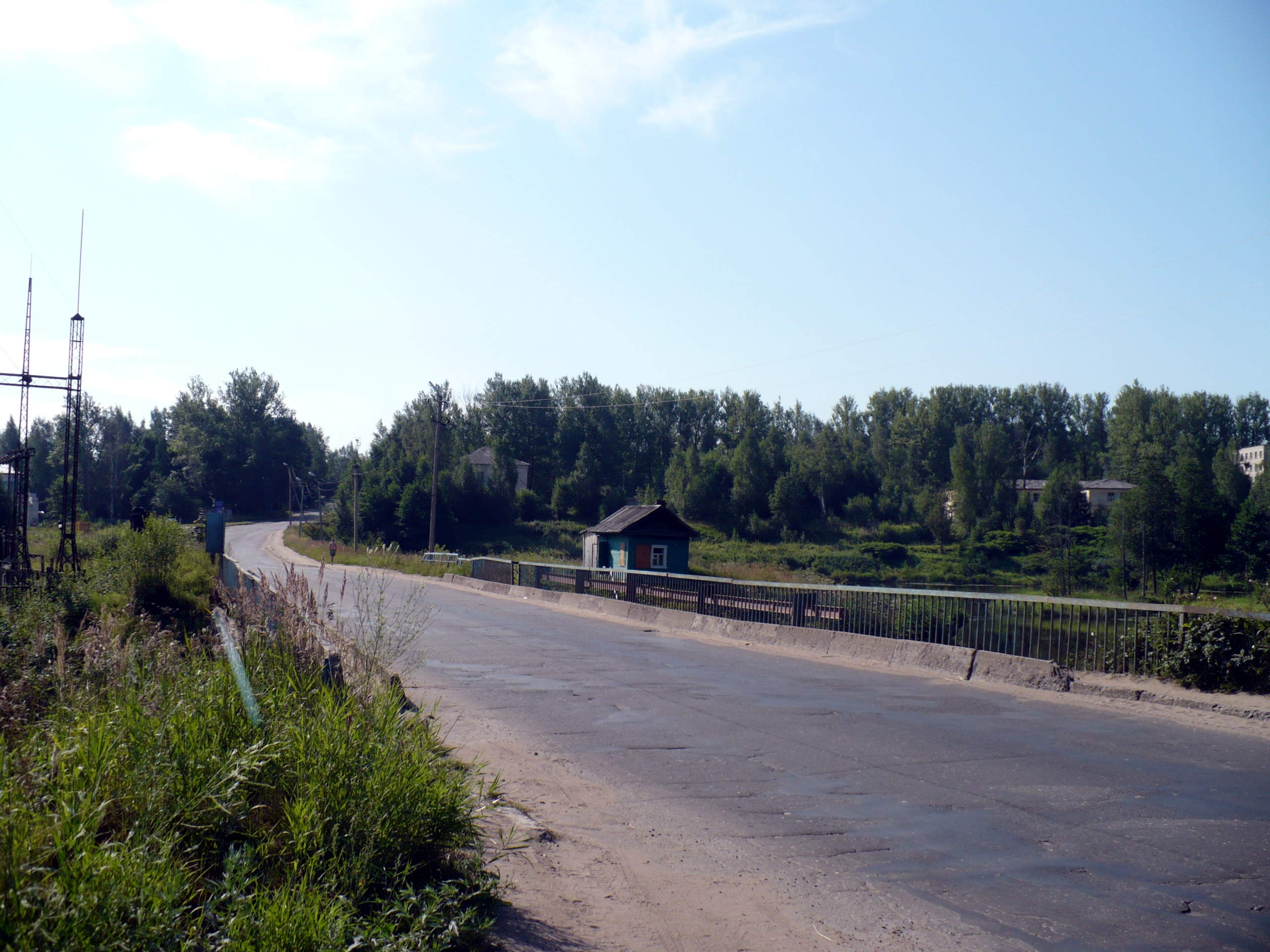
Puente sobre el Péretna